# Coleophora eremica
Coleophora eremica é uma espécie de mariposa do gênero Coleophora pertencente à família Coleophoridae.